# 東浦路
東浦路（ひがしうらじ）とは、平安時代～大正時代まで小田原～下田間の伊豆半島東海岸を通った街道である。

## 熱海（網代）〜伊東（宇佐美）間
熱海市南部（網代）から伊東市北部（宇佐美）へと至る山道が、（自動車道が海沿いに作られたことによって）開発を逃れて古道として残っており、伊東市の史跡に指定されている。
山道の途中には、国指定の史跡でもある「江戸城石垣 石丁場跡」の一部もある。
道程
特に網代港方面から大島茶屋までの道程が、土地勘が無い者には分かりづらいため、詳細を記す。
- 網代港〜大島茶屋跡
  - 「ファミリーマート熱海網代店」南裏の坂を上がる。
  - 「一行寺」の南裏へと回り込みつつ坂を上がる。
  - 旅館「海のはな」まで至る手前の東方から山道へと入る。
  - 「メモワールグループ網代ヴィラ」西脇の道路へと出る。
  - 「南熱海グリーンヒル」を経て「あじろ南熱海が丘」南東の「大島茶屋（峠の茶屋）跡」へと至る。
- 大島茶屋跡〜朝善寺道標

## 今井浜〜河津間
河津町今井浜から伊豆急行河津駅北側へと至る、城山と片瀬山の稜線鞍部の峠越え山道が古道区間に該当。現代では河津城跡公園へと至る「城山ハイキングコース」として整備されている。道中は石畳区間が複数あり、峠付近の石仏群や、河津側沿道にも安政年間に建立された母子地蔵などの遺構や遺物も見られる。伊豆半島ジオガイド協会により同区間を用いた東浦路ウォークも開催されている。

## 書籍
- 『伊豆東浦路の下田街道』 文:加藤清志、写真:田畑みなお、サガミヤ、2004年